# Polycarpa itera
Polycarpa itera is een zakpijpensoort uit de familie van de Styelidae. De wetenschappelijke naam van de soort werd in 1977 voor het eerst geldig gepubliceerd door Claude en Françoise Monniot.